# Comunidad de villa y tierra de Atienza

Comunidades de villa y tierra de la Extremadura castellana, Atienza en el centro-derecha del mapa.

La Comunidad de villa y tierra de Atienza fue una de las comunidades en que se organizó el territorio de la Extremadura castellana, al sur del Duero, al repoblarse. Tenía una extensión de 2.552,13 km² y su fuero fue concedido en el año 1149 en torno a la villa del mismo nombre, rubricando a la población y sus aldeas cercanas con la categoría de Comunidad de Villa y Tierra. Gozó desde entonces y hasta el siglo XIV de una gran prosperidad, llegando a poseer hasta 8000 habitantes, pero después, entró en un lento y constante declive a costa del ascenso de la vecina Sigüenza.
Con el nombre de Partido de Atienza formaba parte de la Intendencia de Soria, en la región española de Castilla la Vieja, hoy comunidad autónomas de Castilla y León. Después de 1833 con la nueva división provincial proyectada por Javier de Burgos, Atienza, así como algunos territorios adyacentes, dejan de pertenecer a las tierras de Castilla la Vieja y la jurisdicción de Soria para incluirse en la provincia de Guadalajara y por ende hoy día a Castilla-La Mancha.

## Creación
Conquistada por Alfonso VI de Castilla la fortificada Atienza en 1085, inmediatamente inicia el desarrollo de su posterior poderío social y económico, recibiendo en 1149 de manos de Alfonso VII un Fuero y la asignación de un territorio enorme, que desde la sierra de Pela continuaba por el Castillo de Diempures (en Cantalojas), bajando el límite por el Sorbe; el Ocejón luego, hasta Padilla de Hita, la meseta alcarreña por Miralrío, y el Badiel con Valfermoso de las Monjas, llegando hasta el Tajo, hasta Gualda, incluyendo tierras del Recuenco y Armallones, mostrando su límite oriental por Sigüenza, recostado sobre el Común de Villa y Tierra de Medinaceli.

## Territorio
Dentro del territorio de la Comunidad de Villa y Tierra de Atienza han llegado hasta hoy las 131 aldeas siguientes:
Alaminos, Albendiego, Alcolea de las Peñas, Alcorlo (anegado bajo el Embalse de Alcorlo), Aldeanueva de Atienza, Almadrones, Almiruete, Alpedroches, Angón, Aragosa, Argecilla, Arroyo de las Fraguas, El Atance, Baides, Bañuelos, Barcones, Barriopedro, Bochones, La Bodera, Budia, Bujalaro, Bujalcayado, Bustares, Las Cabezadas, Campisábalos, Carabias, Cañamares, Cardeñosa, Carrascosa de Henares, Casas de San Galindo, Casillas, Castejón de Henares, Castilblanco de Henares, Castilmimbre, Cendejas de Enmedio, Cendejas del Padrastro, Cendejas de la Torre, Cercadillo, Cifuentes, Cincovillas, Cirueches, Cívica, Cogollor, Condemios de Abajo, Condemios de Arriba, Congostrina, Durón, El Sotillo, Gajanejos, Galve de Sorbe, Gárgoles de Abajo, Gárgoles de Arriba, Gascueña de Bornova, Gualda, Henche, Hiendelaencina, Hijes, Hontanares, La Huerce, Huérmeces del Cerro, Huetos, Imón, Las Inviernas, Jadraque, Jirueque, Ledanca, Madrigal, Mandayona, Marazovel, Masegoso de Tajuña, Matillas, Medranda, Membrillera, Miedes de Atienza, La Miñosa, Mirabueno, Miralrío, Moranchel, Naharros, La Nava de Jadraque, Las Navas de Jadraque, Negredo, El Olivar, Olmeda del Extremo, La Olmeda de Jadraque, El Ordial, Palancares, Palazuelos, Pálmaces de Jadraque, Paredes de Sigüenza, Picazo, Pinilla de Jadraque, Prádena de Atienza, Rebollosa de Jadraque, Retortillo, Rienda, Riofrío del Llano, Robledo de Corpes, Robredarcas, Romanillos de Atienza, Ruguilla, San Andrés del Congosto, Santamera, Santiuste, Santotis, Sauquillo de Paredes, Semillas, Solanillos del Extremo, Somolinos, Sotoca de Tajo, La Toba, Tordelloso, Tordelrábano, Torremocha de Jadraque, Torrevicente, Trillo, Ujados, Umbralejo, Utande, Val de San García, Valdelagua, Valdepinillos, Valderrebollo, Valfermoso de las Monjas, Valverde de los Arroyos, Viana de Jadraque, Villanueva de Argecilla, Villares de Jadraque, Villaseca de Henares, Yela, Zarzuela de Galve, Zarzuela de Jadraque.

## Fortificaciones
Sus extremos estaban fortificados con castillos de la talla de Alcolea de las Peñas, Tordelrábano, Valdelcubo, Torremocha, Paredes, etc. Primitivamente, Castejón se incluía en su alfoz. La propia villa poseía un castillo imponente, y se rodeaba por una fortísima muralla con varios "portillos" y diversos barrios y colaciones.

## Desmembración
Con el paso de los siglos, el Común de Villa y Tierra de Atienza fue perdiendo tierras de las que fueron surgiendo nuevos Comunes. Así, en el siglo XII se desgaja el Señorío de Beleña; en el siglo XIII se le desprenden los Comunes de Jadraque y Cifuentes, y en el siglo XIV pierde la zona de Galve, que como Señorío de los Orozco y luego de los Estúñigas comprendía Valdepinillos, La Huerce, Zarzuela de Galve, Valverde de los Arroyos, Umbralejo, Palancares, el mismo Galve y los despobladdos de Castilviejo, Pero Yuste y La Mata de Robledo.
Después de 1833 con la nueva división provincial proyectada por Javier de Burgos, Atienza, así como algunos territorios adyacentes, dejan de pertenecer a las tierras de Castilla la Vieja y la jurisdicción de Soria para incluirse en la provincia de Guadalajara y por ende hoy día a Castilla-La Mancha.